# خيرت فيلدرز
خِيرت فيلدرز (بالهولندية: Geert Wilders) (مواليد 6 سبتمبر 1963) هو سياسي يميني هولندي. وهو عضو في مجلس النواب الهولندي منذ 1998، بداية عن حزب الشعب من أجل الحرية والديمقراطية ومنذ 2004 عن حزب من أجل الحرية، وهو حزب أنشأه بنفسه وما يزال يقوده.
فيلدرز معروف بصفة خاصة بسبب انتقاده الإسلام; آرائه جعلت منه شخصية مثيرة للجدل في هولندا والخارج، ومنذ عام 2004 لديه حماية دائمة من قبل حراسة مسلحة. تربى فيلدرز على الكاثوليكية، إلا أنه ترك الكنيسة في مقتبل العمر. رحلاته إلى إسرائيل والشرق الأوسط كشاب بالغ ساعدت في تشكيل آرائه السياسية. عمل فيلدرز ككاتب خطابات لصالح الحزب الليبرالي المحافظ حزب الشعب من أجل الحرية والديمقراطية (Volkspartij voor Vrijheid ar Democratie – VVD)، وبعد ذلك تولى منصب مساعد برلماني لزعيم الحزب فريتس بولكستاين من 1990 إلى 1998. انتخب في المجلس البلدي لأوتريخت في عام 1997 وبعد سنة واحدة في مجلس النواب كذلك. بسبب «خلافات لا يمكن حلها» حول موقف الحزب بشأن انضمام تركيا إلى الاتحاد الأوروبي، غادر فيلدرز VVD في عام 2004 لتشكيل حزبه، حزب من أجل الحرية.
قام فيلدرز بحملة لإيقاف ما يعتبره «أسلمة هولندا». قام بمقارنة القرآن بكتاب كفاحي لهتلر وقام بحملة لجعل الكتاب محظورًا في هولندا. ويدعو إلى إنهاء الهجرة من الدول الإسلامية، ويدعم حظر بناء المساجد الجديدة. كان فيلدرز أحد المتحدثين في مؤتمر «مواجهة الجهاد» الذي عقد في إسرائيل عام 2008، والذي ناقش «مخاطر الجهاد»، ودعا إلى اتخاذ موقف صارم ضد ما أسماه «إرهاب الشارع الذي تمارسه الأقليات في المدن الهولندية». وقد حظي فيلمه المثير للجدل في عام 2008، والذي عرض آراءه حول الإسلام، واسمه «فتنة»، باهتمام دولي ونقد شديد. تمت مقاضاة حزبه أيضًا بسبب استخدام محتوى في فيلمه بدون إذن. وقد تم وصفه في وسائل الإعلام بالشعبوي ووصفه بأنه تابع لليمين المتطرف، على الرغم من أن هذا الأمر محل اختلاف من قبل مراقبين آخرين. فيلدرز، الذي رفض منذ فترة طويلة تأييده لقادة اليمين المتطرف الأوروبيين مثل جان ماري لوبان وجورج هايدر، وأعرب عن قلقه من أن يكون «مرتبطًا بالمجموعات الفاشية اليمينية الخاطئة»، يصف نفسه بأنه ليبرالي يميني. لكن في الآونة الأخيرة، عمل فيلدرز جنباً إلى جنب مع زعيمة حزب الجبهة الوطنية الفرنسية مارين لوبان في محاولة غير ناجحة في البداية، ولكن ناجحة في نهاية المطاف لتشكيل مجموعة برلمانية في البرلمان الأوروبي والتي تضم الآن أحزابًا من تسع دول، من بينها حزب الحرية النمساوي، رابطة الشمال الإيطالية، ومصلحة بلجيكا الفلمنكي.
اتُّهِمَ خيرت فيلدرز بتهم تتعلق بالتحريض عدة مرات. فيلدرز اتُّهمَ جنائيا لأول مرة بخصوص إهانة الجماعات الدينية والعرقية والتحريض على الكراهية والتمييز. ولكن تم الحكم بأنه غير مذنب في حزيران / يونيه 2011. في عام 2016، تعرض للمحاكمة مرة أخرى بتهمة التحريض والتشجيع على التمييز ضد المغاربة، ولكنه لم يواجه أي عقوبة.

## سياسته
اشتهر فيلدرز بمواقفه المعارضة الناقدة للإسلام حيث طالب بحظر القرآن في هولندا بدعوى تعارضه مع القانون وكما دعا المسلمين في هولندا لتمزيق نصف القرآن إذا أرادوا البقاء، واتهم النبي محمد بالإرهاب، وفي 8 أغسطس 2007 أرسل مقالا لصحيفة De Volkskrant الهولندية وصف فيه القرآن بأنه كتاب فاشي يجب حظره مثل كتاب كفاحي لأدولف هتلر، كما أنتج فيلم فتنة أواخر مارس 2008 والذي يتضمن محاولات للربط بين القرآن والعنف. الأمر الذي يعيد إلى الأذهان فيلم ثيو فان جوخ الذي قتل على إثره فضلاً عن الرسوم الكاريكاتورية المسيئة لمحمد في صحيفة يولاندس بوستن.
فيلدرز ملحد ولكنه يعتز بالتاريخ المسيحي اليهودي الذي بني عليه المجتمع الأوروبي.
سبق لخيرت فيلدرز أن وصف المغاربة بالعنصريين، لأنهم في نظره هم سبب المشاكل الإجرامية في هولندا بالإضافة للأتراك.

عمل بعد إنهائه دراسته الثانوية في إسرائيل لمدة سنتين، وما يزال يعبر عن إعجابه بإسرائيل وعلاقته بعدد من قياداتها. قال فيلدرز بعد الانتخابات العامة الهولندية 2010 التي حاز حزبه خلالها على ثالث أكبر نسبة من المصوتين أن الأردن ينبغي أن يكون اسمه فلسطين. وأضاف «الأردن هي فلسطين. تغيير اسمها من شأنه إنها الصراع في الشرق الأوسط وإيجاد وطن بديل للفلسطينيين». وردت الحكومة الأردنية بوصفها تصريحات فيلدرز بأنها «ترديد وصدى صوت لليمين الإسرائيلي». كما قال فيلدرز أن إسرائيل تستحق مكانة خاصة لدى الحكومة الهولندية لأنها تقاتل من أجل «القدس» نيابة عنها. 
«سقوط القدس في أيدي المسلمين، يعني سقوط أثينا وروما. لذا، إسرائيل هي خط الدفاع الأول عن الغرب. هذا ليس صراع حول الأرض بل معركة أيديولوجية، بين عقلية الغرب المحررة وأيديولوجية الإسلام الهمجية. هناك دولة فلسطينية مستقلة منذ عام 1946، وهي مملكة الأردن.»
طالب فيلدرز الحكومة الهولندية باطلاق اسم فلسطين على الأردن ونقل سفارتها إلى القدس.

## محاكمته
قَضَت محكمة هولنديَّة بأنها ستمضي قدُمًا في محاكمة السياسي خيرت فيلدرز في اتِّهامات بالحض على الكراهية والتمييز ضدّ المسلمين، ورفضت طلبًا برفض الدعوى. ويواجه فيلدرز اتهامًا بإهانة المسلمين واجتذبت القضية اهتمامًا كبيرًا ليس فقط بسبب تصريحاته المثيرة للجدل، بل أيضًا بسبب النفوذ المتزايد لحزبه "الحرية" الذي يقدم الدعم لحكومة الأقليَّة في بعض القضايا. ويزعم فيلدرز بأنه يمارس حرية التعبير عندما ينتقد الإسلام.لكن رئيس المحكمة القاضي مارسيل فإن أوستن قال لدى النطق بالحكم اليوم: إن القضية ستمضي قدما" ورفض أغلب اعتراضات الدفاع مثل تشكيكه في سلطة المحكمة في نظر القضية من الأساس وفي الأسلوب الذي اتَّبعه الادِّعاء في متابعة القضيَّة.
تمت تبرئة خيرت فيلدرز يوم 23 جوان 2011 من تهمة اثارة الكراهية والتمييز ضد المسلمين وقالت المحكمة أن تصريحاته المعادية للمسلمين رغم قسوتها إلا إنها ضمن نقاش سياسي مشروع مر به هولندا بشأن الإسلام  نشرت صحيفة نيويورك تايمز مقالة تنتقد أفكاره وإستغلاله الإسلام لنيل الشهرة ودعم حزبه اليميني في الانتخابات مبديا الكاتب استغرابه من شخص يريد منع القرآن ويصر على الظهور بمظهر المدافع عن حق التعبير إلا أن الصحيفة انتقدت الدعاوي القضائية بمحاكماته كونها جعلت خيرت وحزبه يبدوان مهمين أكثر مما ينبغي وبالفعل، فإن الدعوة القضائية وحرص خيرت على الظهور بمظهر المدافع عن حق التعبير والديمقراطية الغربية مما يعتبره خطر الإسلام، زاد من مؤيديه 
في آذار من عام 2015، تقدم طرفة بغجاتي ببلاغ إلى المدعي العام بفيينا، يتهم السياسي اليميني الهولندي جيرت فيلدرز، رئيس حزب من أجل الحرية، يتهمه فيه بازدراء الأديان والتحريض ضد المسلمين والإسلام وتشبييه القرآن الكريم بكاتب كفاحي لهتلر وأنه يحض علي التطرف، وذلك خلال محاضرة له بقصر «هوف بورج» التاريخي في 27 آذار الماضي بدعوة من زعيم حزب الأحرار النمساوي كريستيان شتراخه.

## من مؤلفاته
- اختر الحرية (2005).

## حياته الأسرية
فيلدرز متزوج من الدبلوماسية المجرية ريستينا مارفاي وليس لديهم أطفال.